# Kazuo Noda
Kazuo Noda, né le 30 juin 1908 et mort le 31 mars 1995, est un nageur japonais.

## Biographie
Aux Jeux olympiques d'été de 1924 à Paris, il est engagé en nage libre sur le 400 mètres, le 1 500 mètres et dans le relais 4 × 200 mètres. Sur le 400 mètres, il réalise en séries 5 min 43 s 80 et n'est pas qualifié pour les demi-finales. Il en est de même sur le 1 500 mètres où il nage 23 min 44 s 20. Le relais japonais 4 × 200 mètres nage libre termine deuxième de sa série en 10 min 24 s 20 et se qualifie pour les demi-finales. Il entre en finale au titre de meilleur troisième avec un temps de 10 min 12 s 40. Là, il termine au pied du podium en 10 min 15 s 20 à 9 secondes du relais suédois, arrivé troisième.
Aux Jeux asiatiques de 1925, il se classe 3e sur le 400 yards.
Aux Jeux olympiques d'été de 1928 à Amsterdam, il qualifie le relais 4 × 200 mètres en finale, mais est remplacé par Nobuo Arai. Il remporte donc techniquement la médaille d'argent.
Il est entraîneur adjoint de l'équipe japonaise pour les Jeux olympiques d'été de 1932 à Los Angeles.